# Verrucella verseveldti
Verrucella verseveldti is een zachte koraalsoort uit de familie Ellisellidae. De koraalsoort komt uit het geslacht Verrucella. Verrucella verseveldti werd in 1972 voor het eerst wetenschappelijk beschreven door Tixier-Durivault. 